# Paulinho (Fußballspieler, 1981)
Paulo Roberto Machado oder kurz Paulinho (* 18. Juli 1981) ist ein brasilianischer Fußballspieler.

## Karriere
Paulinhos erste Stationen in Europa waren FC Malcantone Agno und die BSC Young Boys, bei denen er 2002/03 spielte. Danach war er bei den deutschen Zweitligisten SSV Jahn Regensburg und LR Ahlen unter Vertrag und bestritt 50 Spiele in der deutschen 2. Bundesliga.
Nach einem Monat beim Schweizer AC Lugano spielte Paulinho nur ein Jahr bei Górnik Łęczna in der polnischen Erstliga, Ekstraklasa. In der Saison 2007/08 spielte Paulinho in der sudanische Premier League beim al-Merreikh SC, mit dem er die Pokalmeisterschaft gewann. Drei Jahre später ging er zum Yverdon-Sport FC in die Schweiz. Im Februar 2012 schloss er sich dem deutschen Landesligisten Schwarz-Weiss Wattenscheid 08 an.